# حبيب صادق (لاعب كرة قدم)
حبيب صادق هو لاعب كرة قدم ومدرب كرة قدم تونسي، ولد في 15 أغسطس 1962 في تونس. لعب مع نادي الغرافة.